# Richard le Despenser, 4. Baron Burghersh
Richard le Despenser, 4. Baron Burghersh (* 30. November 1396; † zwischen 7. Oktober 1413 und 7. Oktober 1414) war ein englischer Adliger.
Richard le Despenser war ein Sohn von Thomas le Despenser, 2. Baron Despenser und Constance Langley. Sein Vater rebellierte 1399 erfolglos gegen den neuen König Heinrich IV. und wurde im Januar 1400 als Verräter hingerichtet. Seine Besitzungen wurden beschlagnahmt, seine Titel waren ihm aberkannt worden. Richards Mutter Constance erhielt jedoch einen Teil der Besitzungen zurück.
Richard erbte im August 1409 nach dem Tod seiner Großmutter Elizabeth de Burghersh, der einzigen Tochter von Bartholomew Burghersh, 2. Baron Burghersh den Titel Baron Burghersh. Der noch Minderjährige wurde nach dem 13. Mai 1412 mit Eleanor de Neville, einer Tochter von Ralph Neville, 1. Earl of Westmorland und von Joan Beaufort verheiratet. Am 8. April 1413 wurde er am Vorabend der Krönung von Heinrich V. zum Knight of the Bath geschlagen. Er starb kinderlos, sein genaues Todesdatum ist umstritten. Möglicherweise starb er am 7. Oktober 1413, doch spätestens vor dem 16. April 1414, nach anderen Angaben erst am 7. Oktober 1414. Er wurde in Tewkesbury Abbey begraben. Mit ihm starb die Familie le Despenser in männlicher Linie aus. Seine Erbin wurde seine Schwester Isabel. Seine Witwe heiratete nach seinem Tod im Oktober 1414 in zweiter Ehe Henry Percy, 2. Earl of Northumberland.